# Kamieniołom Mucharz
Kamieniołom Mucharz lub Kamieniołom Stryszów – nieczynny kamieniołom piaskowca nad lewym brzegiem Jeziora Mucharskiego, obecnie administracyjnie znajdujący się w pobliżu wsi Mucharz w województwie małopolskim, w powiecie wadowickim, w gminie Mucharz, obrębie geodezyjnym wsi Skawce. Od 1953 r. istniał tutaj Kamieniołom Mucharz-Skawce, w którym wydobywano drobnoziarnisty piaskowiec o barwie stalowo szarej z odcieniem niebieskim, wykorzystywany w budownictwie. Zaprzestano wydobycia po wybudowaniu zapory wodnej w Świnnej Porębie, przed rozpoczęciem napełniania zbiornika wodą. Znaczna część wyrobiska i drogi dojazdowe do niego zostały zalane wodą zalewu.

## Wspinaczka
Obecnie kamieniołom jest nieczynny i jest wykorzystywany do uprawiania wspinaczki skalnej, głównie boulderingu. W celu przygotowania lądowisk, miłośnicy wspinaczki przemieścili wiele ton kamiennego gruzu. Teren kamieniołomu nadal jednak jest niestabilny, z tego względu niewskazane jest przychodzenie z dziećmi. Kamieniołom ma trzy piętra, najniższe znajduje się bezpośrednio nad samą wodą i dostęp do niego jest trudny. Dostęp do drugiego i trzeciego piętra jest łatwy, gdyż prowadzi pod nimi droga, którą dawniej zwożono urobek.

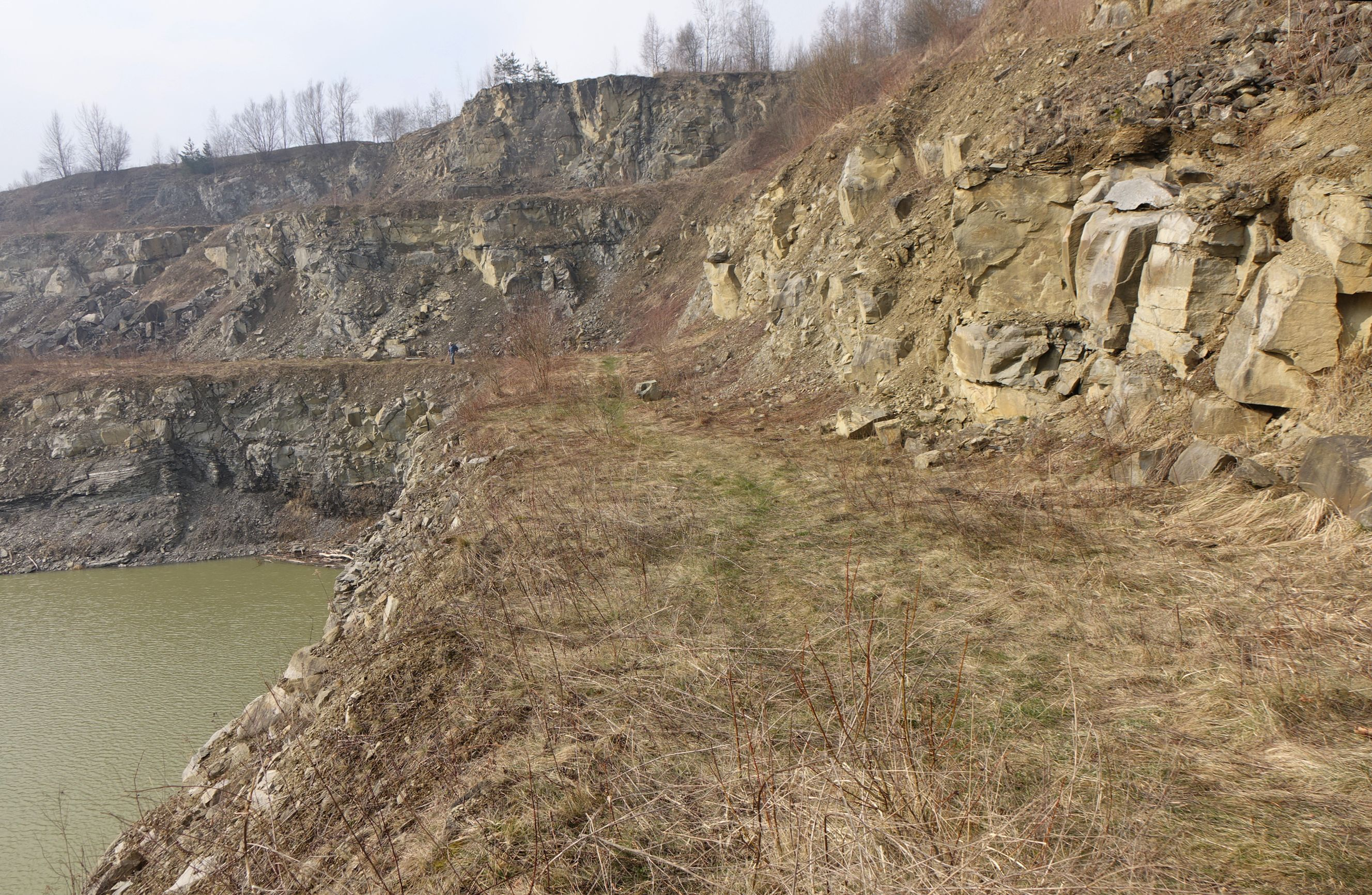
Widok ogólny
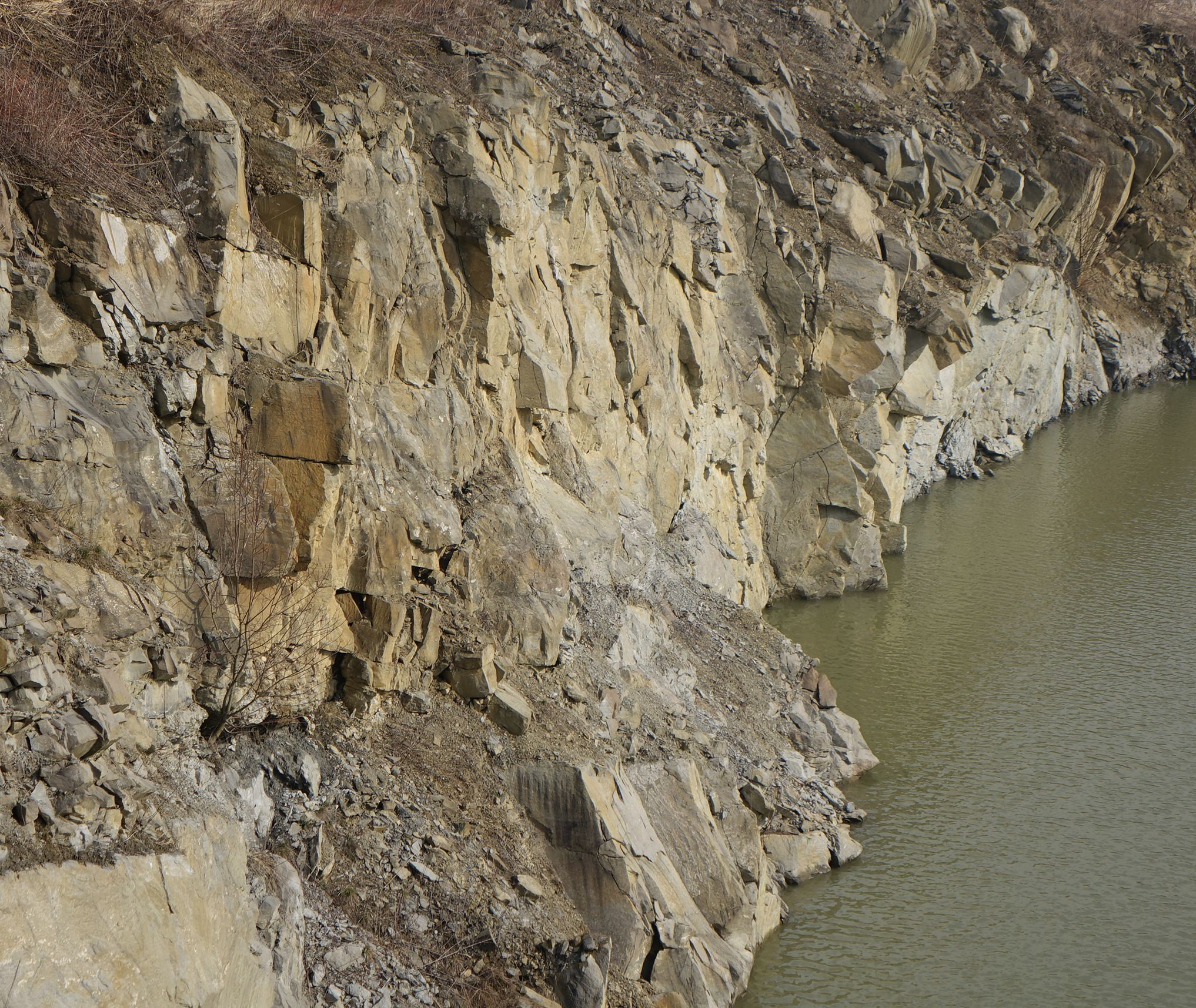
1 piętro
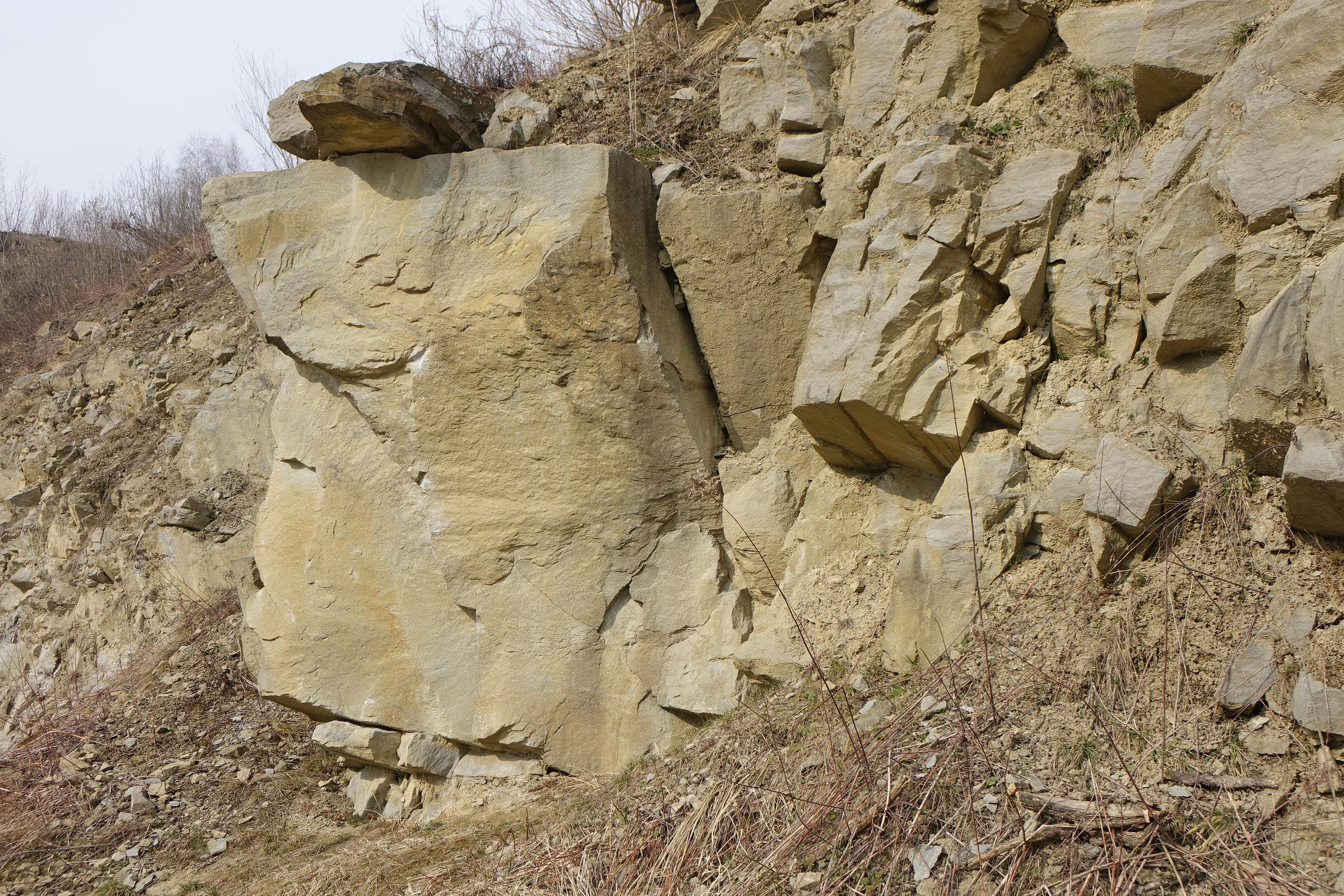
2 piętro
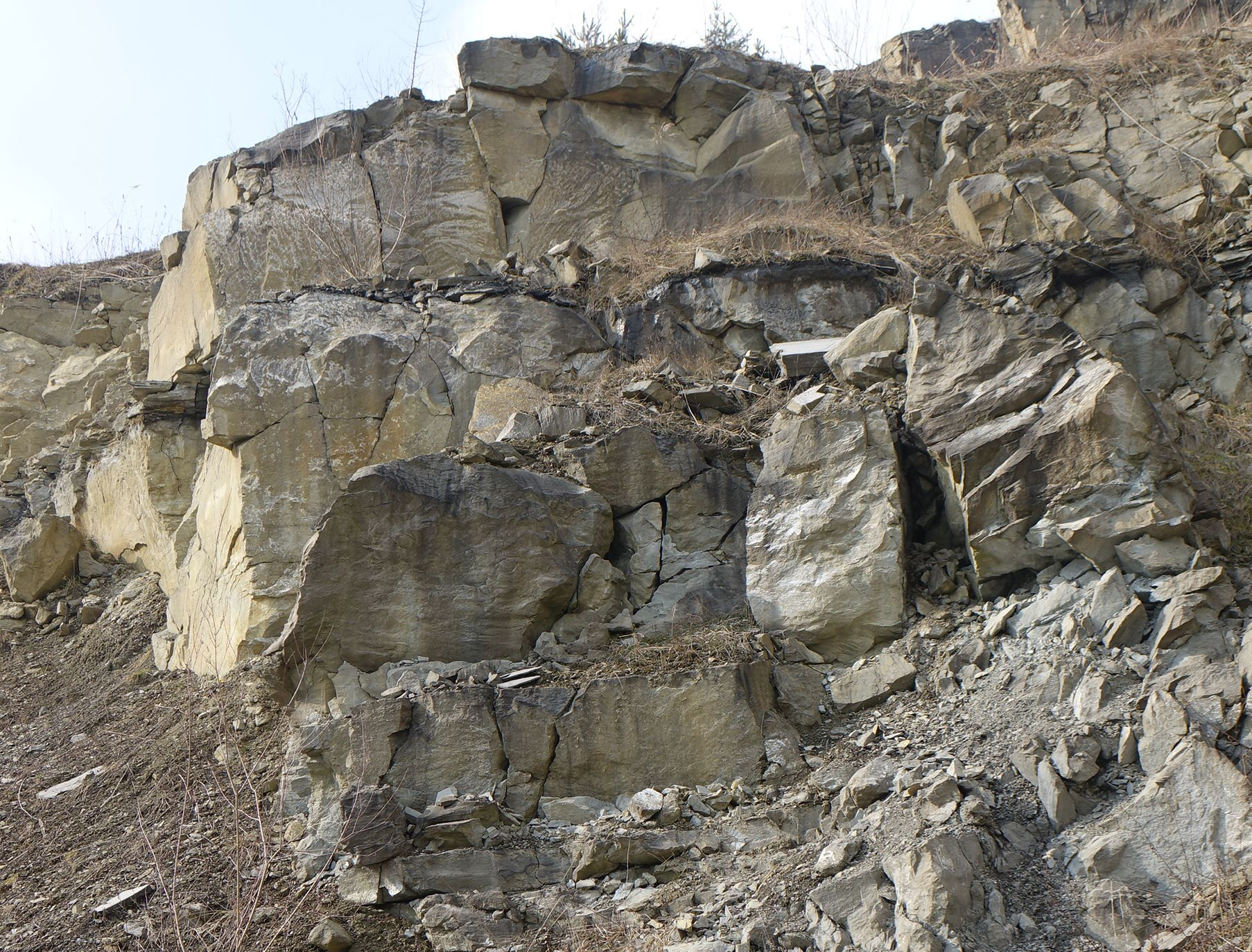
2 piętro
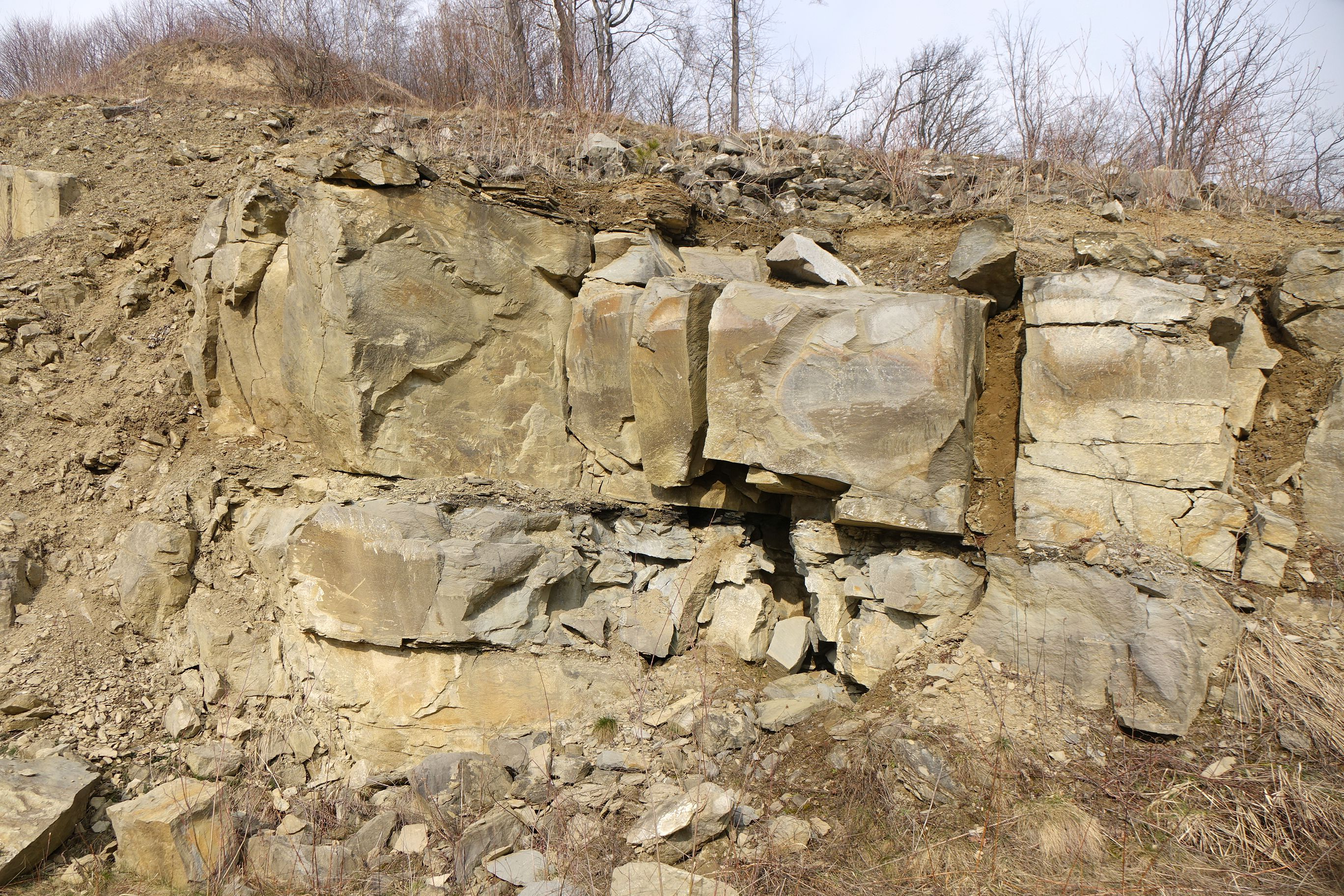
2 piętro
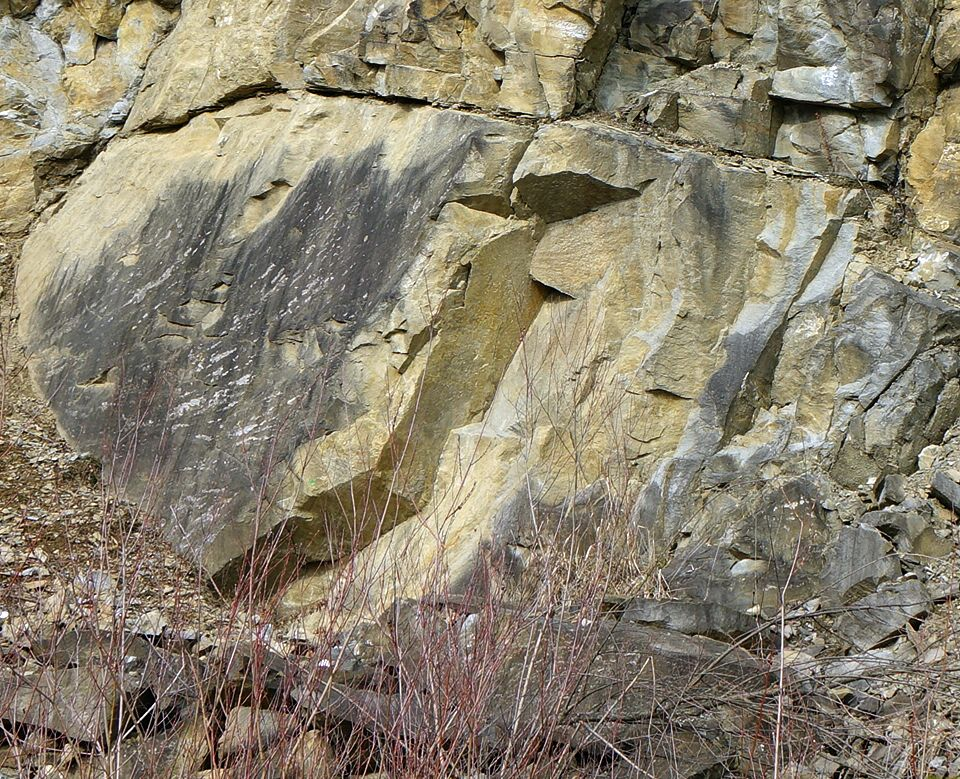
3 piętro
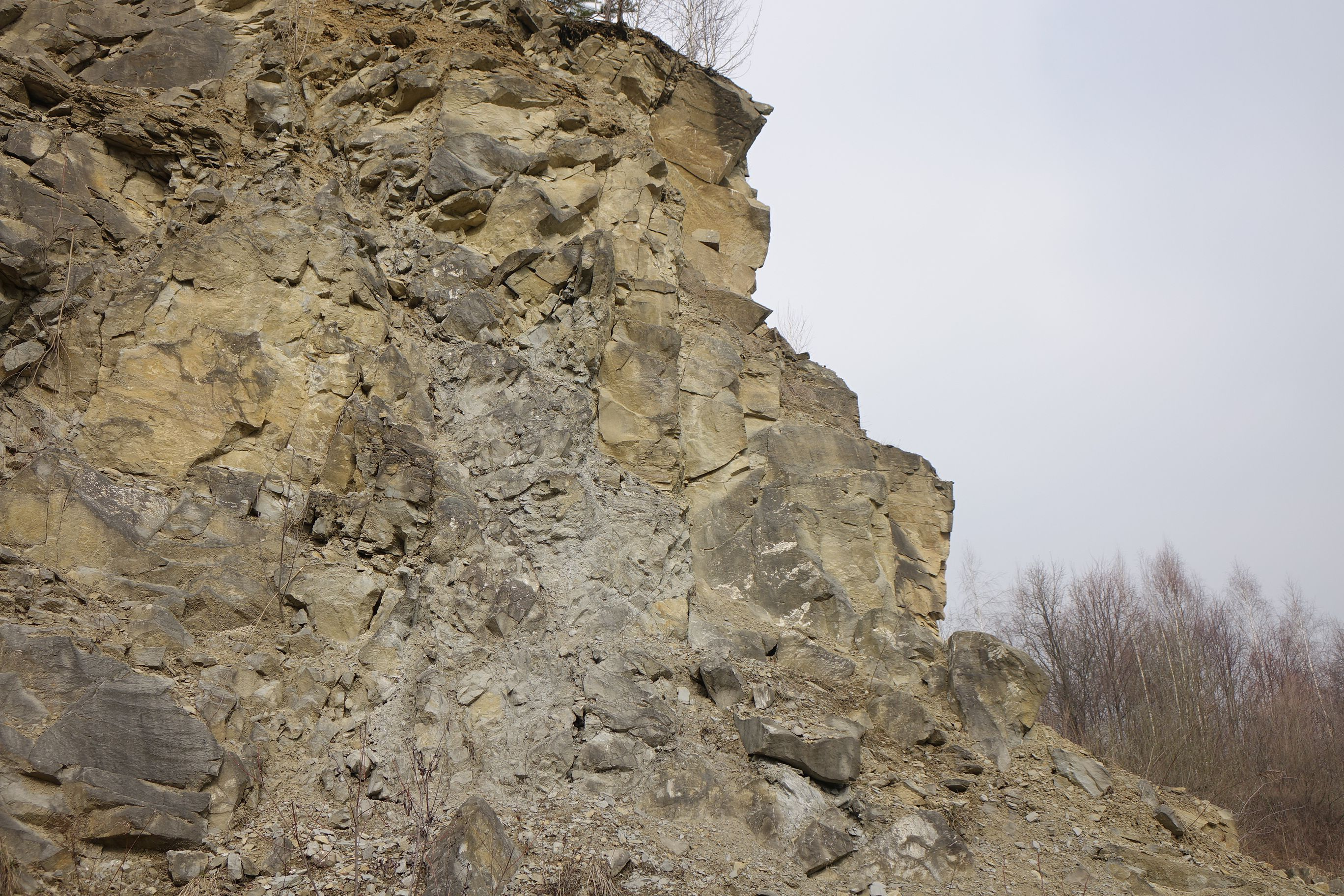
3 piętro
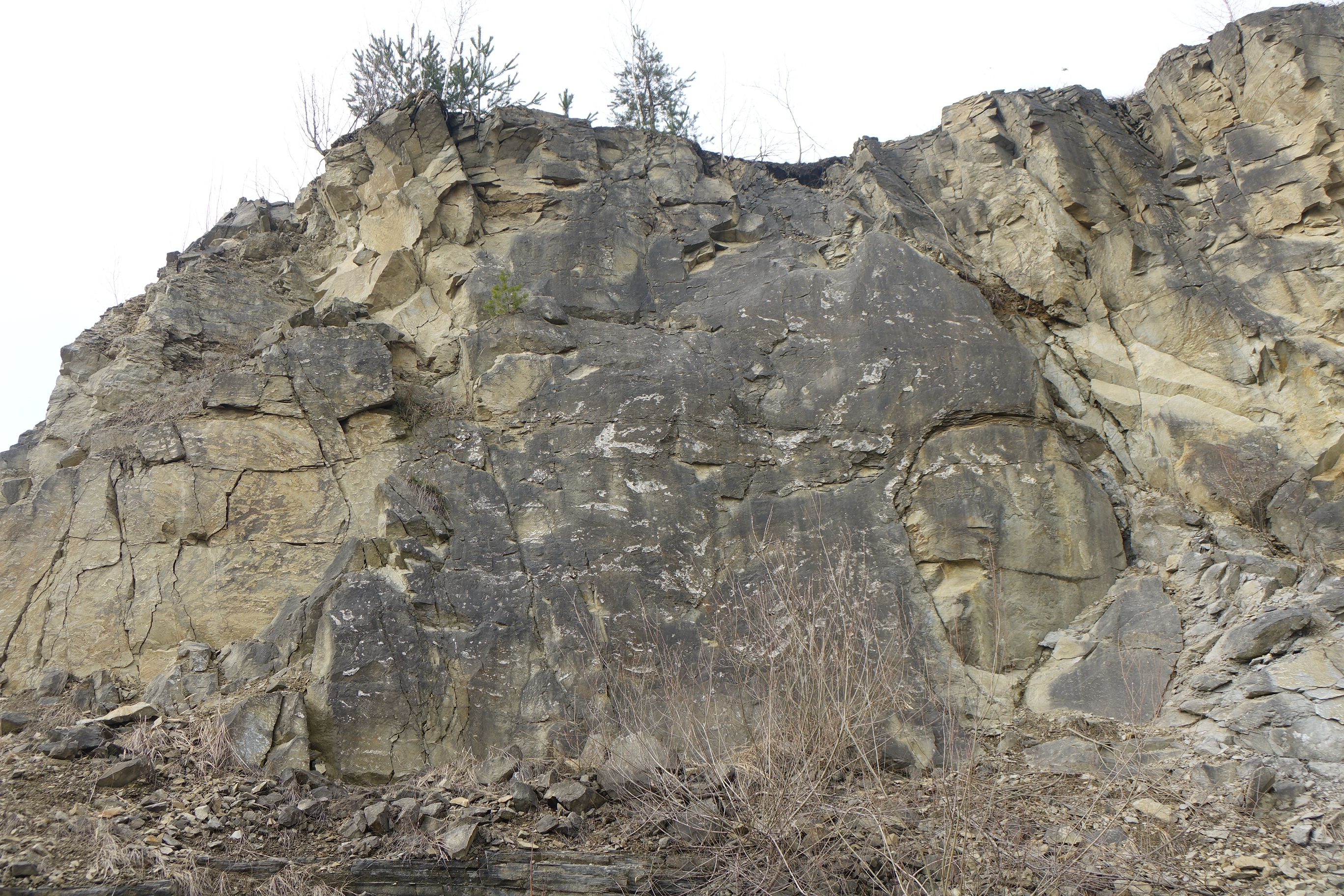
3 piętro

Jest 49 dróg wspinaczkowych na kamieniach o wysokości 2–4 m (piętra kamieniołomu są wyższe). Mają trudność od 5 do 8a w skali francuskiej.

3 piętro
1. Kopaczka; 6a
2. Kilofik; 5+
3. Łomik; 6a
4. Bart; 6a
5. Car-magedon; 6c
6. Beskidzki Kozak; 7b

2 piętro
1. Leżenie; 6b
2. Żółć; 7a
3. Abniat hard; 7c
4. Abniat; 7c
5. Beeds; 7a
6. San Escobar; 7a
7. Byle jak; 6c
8. Byle jak pakożer; 7b
9. Byle gdzie; 7a
10. Pakożer byle jak; 7a
11. S.N.N.; 6b+
12. Syndrom niespokojnej nóżki; 6c
13. Bart nie odpada; 5c
14. Kobiecy; 6c
15. Deep Water Tank; 6c+
16. La Czochrane; 6b+
17. Water Tank; 6b+
18. Mantelka; 5
19. Pierwszy w Kamie; 6a+
20. Idź między rysie; 6c
21. Pięta prezesa; 6c
22. Gwiazdozbiór; 6b+
23. Dzikus; 6b+
24. Kampai; 8a+
25. Niedopchnięcia; 5c
26. Dzieciom; 5a
27. Lao Che; 6a

1 piętro
1. Perła; 7b+
2. Matrioszka; 7c/c+
3. Narkotyki al dente; 7c
4. Szaman odczarowany lewy; 7b+
5. Szaman odczarowany; 7b
6. Warszawiak nie dygnie; 6a+
7. Dyktator wprost; 7b
8. Dyktator; 7b
9. Dzwonię na policję; 6c+
10. Bezrysie; 67b
11. Blade Runner; 7a+
12. Hibakusha; 6b
13. Kusza chyba; 6b
14. Przewinienie; 6b+
15. Weteran zgagi; 7b[1].